# دانيال أدلر
دانيال أدلر (بالإسبانية: Daniel Adler)‏ هو محامي أرجنتيني، ولد في 27 أكتوبر 1958 في مار دل بلاتا في الأرجنتين.